# Клаузиус (лунный кратер)
Кратер Клаузиус (лат. Clausius) — небольшой ударный кратер в юго-западной части Озера Превосходства на видимой стороне Луны. Название присвоено в честь немецкого физика, механика и математика Рудольфа Клаузиуса (1822—1888); утверждено Международным астрономическим союзом в 1935 г. 

## Описание кратера
Ближайшими соседями кратера Клаузиус являются кратер Ли на северо-северо-востоке; кратер Витело на северо-востоке; кратер Хайнцель на юго-востоке и кратер Дреббель на юго-западе. На северо-востоке от кратера Клаузиус располагается Море Влажности, на востоке-северо-востоке – Болото Эпидемий. Селенографические координаты центра кратера 36°54′ ю. ш. 43°56′ з. д. / 36,9° ю. ш. 43,93° з. д., диаметр 24,2 км, глубина 2,26 км.
Кратер Клаузиус имеет овальную форму вытянутую в направлении север-юг, практически не разрушен. Вал кратера с четко очерченной кромкой и гладким внутренним склоном, к северной части вала примыкает сателлитный кратер Клаузиус A (см. ниже). Высота вала над окружающей местностью достигает 840 м, объем кратера составляет приблизительно 370 км3. Дно чаши затоплено базальтовой лавой, ровное, без приметных структур. Альбедо чаши кратера низкое и соответствует альбело окружающего кратер Озера Превосходства.

## Сателлитные кратеры
| Клаузиус | Координаты                                            | Диаметр, км |
| -------- | ----------------------------------------------------- | ----------- |
| A        | 36°19′ ю. ш. 43°55′ з. д. / 36,32° ю. ш. 43,91° з. д. | 7,6         |
| B        | 36°04′ ю. ш. 40°14′ з. д. / 36,06° ю. ш. 40,24° з. д. | 23,9        |
| BA       | 35°45′ ю. ш. 40°05′ з. д. / 35,75° ю. ш. 40,08° з. д. | 18,5        |
| C        | 35°28′ ю. ш. 39°03′ з. д. / 35,46° ю. ш. 39,05° з. д. | 14,8        |
| D        | 38°13′ ю. ш. 44°43′ з. д. / 38,22° ю. ш. 44,71° з. д. | 17,3        |
| E        | 36°35′ ю. ш. 45°44′ з. д. / 36,58° ю. ш. 45,73° з. д. | 6,7         |
| F        | 36°33′ ю. ш. 38°08′ з. д. / 36,55° ю. ш. 38,13° з. д. | 25,8        |
| G        | 37°05′ ю. ш. 41°01′ з. д. / 37,09° ю. ш. 41,01° з. д. | 7           |
| H        | 37°52′ ю. ш. 39°38′ з. д. / 37,87° ю. ш. 39,63° з. д. | 7           |
| J        | 37°13′ ю. ш. 42°44′ з. д. / 37,21° ю. ш. 42,73° з. д. | 4,4         |

- На северо-западе от сателлитного кратера Клаузиус E находится безымянный концентрический кратер.

## См.также
- Список кратеров на Луне
- Лунный кратер
- Морфологический каталог кратеров Луны
- Планетная номенклатура
- Селенография
- Минералогия Луны
- Геология Луны
- Поздняя тяжёлая бомбардировка